# 19. Szaturnusz-gála
A 19. Szaturnusz-gála az 1992-es év legjobb filmes és televíziós sci-fi, horror és fantasy alakításait értékelte. A díjátadót 1993. június 8-án tartották Kaliforniában.

## Győztesek és jelöltek
Forrás:

### Film
| Legjobb sci-fi-film | Legjobb fantasyfilm |
| --- | --- |
| - Star Trek VI: A nem ismert tartomány - A végső megoldás: Halál - Szabad préda - Drágám, a kölyök marha nagy lett! - A fűnyíróember - Semmit a szemnek | - Aladdin - Addams Family – A galád család - Batman visszatér - A szépség és a szörnyeteg - Jól áll neki a halál - Hook - Játékszerek |
| Legjobb horrorfilm | Legjobb rendező |
| - Drakula - Elemi ösztön - Hullajó! - Kampókéz - A kéz, amely a bölcsőt ringatja - Hellraiser III: Pokol a földön - Twin Peaks – Tűz, jöjj velem! | - Francis Ford Coppola – Drakula - Tim Burton – Batman visszatér - David Fincher – A végső megoldás: Halál - William Friedkin – Sátáni megszállottság - Randal Kleiser – Drágám, a kölyök marha nagy lett! - Paul Verhoeven – Elemi ösztön - Robert Zemeckis – Jól áll neki a halál |
| Legjobb férfi főszereplő | Legjobb női főszereplő |
| - Gary Oldman – Drakula (Drakula / Vlad Drakula) - Chevy Chase – Semmit a szemnek (Nick Halloway) - Michael Gambon – Játékszerek (Leland Zevo) - Raul Julia – Addams Family – A galád család (Gomez Addams) - John Lithgow – Káin ébredése (Carter / Cain / Dr. Nix / Josh / Margo) - Robin Williams – Játékszerek (Leslie Zevo) - Bruce Willis – Jól áll neki a halál (Dr. Ernest Menville)                                                        | - Virginia Madsen – Kampókéz (Helen Lyle) - Rebecca De Mornay – A kéz, amely a bölcsőt ringatja (Mrs. Mott / Peyton Flanders) - Sheryl Lee – Twin Peaks – Tűz, jöjj velem! (Laura Palmer) - Winona Ryder – Drakula (Mina Murray / Elisabeta) - Sharon Stone – Elemi ösztön (Catherine Tramell) - Meryl Streep – Jól áll neki a halál (Madeline Ashton) - Sigourney Weaver – A végső megoldás: Halál (Ellen Ripley) |
| Legjobb férfi mellékszereplő | Legjobb női mellékszereplő |
| - Robin Williams – Aladdin (Dzsini) - Danny DeVito – Batman visszatér (Oswald Cobblepot / Pingvin) - Charles S. Dutton – A végső megoldás: Halál (Leonard Dillon) - Anthony Hopkins – Drakula (Abraham Van Helsing professzor) - Sam Neill – Semmit a szemnek (David Jenkins) - Kevin Spacey – Felelősségük teljes tudatában (Eddy Otis) - Ray Wise – Twin Peaks – Tűz, jöjj velem! (Leland Palmer)                                                 | - Isabella Rossellini – Jól áll neki a halál (Lisle Von Rhuman) - Kim Cattrall – Star Trek VI: A nem ismert tartomány (Valeris) - Julianne Moore – A kéz, amely a bölcsőt ringatja (Marlene Craven) - Rene Russo – Szabad préda (Julie Redlund) - Frances Sternhagen – Káin ébredése (Dr. Lynn Waldheim) - Marcia Strassman – Drágám, a kölyök marha nagy lett! (Diane Szalinski) - Robin Wright – Játékszerek (Gwen Tyler) |
| Legjobb fiatal színész | Legjobb forgatókönyv |
| - Scott Weinger – Aladdin (Aladdin) - Brandon Adams – Rémségek háza (Poindexter "Fool" Williams) - Edward Furlong – Kedvencek temetője 2. (Jeff Matthews) - Robert Oliveri – Drágám, a kölyök marha nagy lett! (Nick Szalinski) - Christina Ricci – Addams Family – A galád család (Wednesday Addams) - Daniel Shalikar – Drágám, a kölyök marha nagy lett! (Adam Szalinski) - Joshua Shalikar – Drágám, a kölyök marha nagy lett! (Adam Szalinski) | - James V. Hart – Drakula - Martin Donovan, David Koepp – Jól áll neki a halál - Joe Eszterhas – Elemi ösztön - David Giler, Walter Hill, Larry Ferguson – A végső megoldás: Halál - David Lynch, Robert Engels – Twin Peaks – Tűz, jöjj velem! - Nicholas Meyer, Denny Martin Flinn – Star Trek VI: A nem ismert tartomány - Bernard Rose – Kampókéz |
| Legjobb filmzene | Legjobb jelmez |
| - Angelo Badalamenti – Twin Peaks – Tűz, jöjj velem! - Jerry Goldsmith – Elemi ösztön - Wojciech Kilar – Drakula - Alan Menken – Aladdin - Alan Menken – A szépség és a szörnyeteg - Alan Silvestri – Jól áll neki a halál - Hans Zimmer, Trevor Horn – Játékszerek | - Isioka Eiko – Drakula - Lisa Jensen – Szabad préda - Robyn Reichek – Idióták bolygója - Bob Ringwood, David Perry – A végső megoldás: Halál - Bob Ringwood, Mary E. Vogt, Vin Burnham – Batman visszatér - Dodie Shepard – Star Trek VI: A nem ismert tartomány - Albert Wolsky – Játékszerek |
| Legjobb smink | Legjobb különleges effektek |
| - Stan Winston, Ve Neill – Batman visszatér - Greg Cannom, Matthew W. Mungle, Michèle Burke – Drakula - Steve Johnson – Út a pokolba - Bob Keen (Image Animation) – Kampókéz - Bob Keen – Hellraiser III: Pokol a földön - Michael Mills, Edward French – Star Trek VI: A nem ismert tartomány - Dick Smith, Kevin Haney – Jól áll neki a halál | - Ken Ralston, Tom Woodruff Jr., Alec Gillis (Industrial Light & Magic (ILM)) – Jól áll neki a halál - Frank Ceglia, Paul Haines, Tom Ceglia – A fűnyíróember - Roman Coppola – Drakula - George Gibbs, Richard Edlund, Alec Gillis, Tom Woodruff Jr. – A végső megoldás: Halál - Alan Munro (Visual Concept Engineering (VCE), Alterian, Inc., David Miller Creations) – Addams Family – A galád család - Bruce Nicholson, Ned Gorman (Industrial Light & Magic (ILM)) – Semmit a szemnek - Richard Taylor, Bob McCarron – Hullajó! |

### Televízió
| Legjobb televíziós műsor |
| --- |
| - A Simpson család (Fox) - Batman: A rajzfilmsorozat (Fox Kids) - Intruderek – Egy új faj születik (CBS) - Quantum Leap – Az időutazó (NBC) - Ren és Stimpy show (Nickelodeon) - Star Trek: Az új nemzedék (Syndicated) - Mesék a kriptából (HBO) |

### Video
| Legjobb házimozis megjelenés                                                                                                |
| --- |
| - Killer! - Drakula - Frankenweenie - Út a pokolba - Köztes világ - Az árnyékvadász - Két gonosz szem (Due occhi diabolici) |

### Különdíj
- George Pal Memorial Award: Frank Marshall
- Életműdíj: David Lynch
- President's Award: Gale Anne Hurd
- Service Award: Alice La Deane

## Fordítás
- Ez a szócikk részben vagy egészben  a(z)   19th Saturn Awards című angol Wikipédia-szócikk fordításán alapul.  Az eredeti cikk szerkesztőit annak laptörténete sorolja fel. Ez a jelzés csupán a megfogalmazás eredetét és a szerzői jogokat jelzi, nem szolgál a cikkben szereplő információk forrásmegjelöléseként.